# Ludo Peeters
Ludo Peeters   (Hoogstraten, 9 d'agost de 1953) és un ciclista belga, ja retirat, que fou professional entre 1974 i 1990.
Durant els seus anys com a professional aconseguí més de 70 victòries, entre les quals destaquen clàssiques com la París-Brussel·les, la París-Tours o el Campionat de Zúric. Va prendre part en 10 edicions del Tour de França, en què guanyà tres etapes, portà el mallot groc durant dues etapes i guanyà la Classificació de la combinada en l'edició de 1980.

## Palmarès
- 1974
  - Vencedor d'una etapa a la Volta a Polònia
- 1976
  - 1r a l'Omloop van de Vlaamse Scheldeboorden
  - 1r a la Fletxa de Haspengouw
- 1977
  - 1r a la París-Brussel·les
  - 1r al Circuit Mandel-Lys-Escaut i vencedor d'una etapa
  - Vencedor d'una etapa a la Volta als Països Baixos
  - Vencedor d'una etapa al Gran Premi del Midi Libre
  - Vencedor d'una etapa al Tour de l'Aude
- 1978
  - 1r a la Schaal Sels
  - 1r a la Volta a Luxemburg
- 1979
  - 1r a la París-Brussel·les
  - 1r al Circuit Mandel-Lys-Escaut
  - 1r al Circuit de Wallonie
  - 1r a la Druivenkoers Overijse
- 1980
  - 1r a la Scheldeprijs Vlaanderen
  - Vencedor d'una etapa al Tour de França
  - Vencedor d'una etapa a la Volta a Suïssa
  - Vencedor d'una etapa a la Volta a Bèlgica
- 1981
  - Vencedor d'una etapa al Tour de Romandia
  - Vencedor d'una etapa a la Volta a Catalunya
- 1982
  - 1r al Rund um den Henninger Turm
  - Vencedor d'una etapa al Tour de França
  - Vencedor de 2 etapes a la Volta a Catalunya
- 1983
  - 1r a la París-Tours
  - 1r al Rund um den Henninger Turm
  - 1r al Gran Premi Raymond Impanis
  - 1r al Circuit de les Ardenes flamenques - Ichtegem
  - Vencedor de 2 etapes a la Volta a Catalunya
  - Vencedor d'una etapa de la Setmana Catalana
  - Vencedor d'una etapa de l'Étoile de Bessèges
- 1984
  - 1r a la Scheldeprijs Vlaanderen
- 1985
  - 1r a la París-Tours
  - 1r al Campionat de Zúric
  - 1r a la Volta a Bèlgica i vencedor d'una etapa
  - Vencedor d'una etapa al Tour de l'Aude
- 1986
  - Vencedor d'una etapa al Tour de França
- 1987
  - 1r a la Kuurne-Brussel·les-Kuurne

### Resultats al Tour de França
- 1979. 36è de la classificació general
- 1980. 8è de la classificació general. Vencedor d'una etapa.  1r de la Classificació de la combinada
- 1981. 59è de la classificació general
- 1982. 34è de la classificació general. Vencedor d'una etapa. Porta el mallot groc durant 1 etapa
- 1984. 57è de la classificació general. Porta el mallot groc durant 1 etapa
- 1985. 48è de la classificació general
- 1986. 69è de la classificació general. Vencedor d'una etapa
- 1987. 96è de la classificació general
- 1988. 89è de la classificació general
- 1989. 63è de la classificació general

### Resultats a la Volta a Espanya
- 1975. 45è de la classificació general

### Resultats al Giro d'Itàlia
- 1978. Abandona (17a etapa)